# Classe Karlsruhe
La classe Karlsruhe est une classe de croiseurs légers construit pour la Kaiserliche Marine peu avant le début de la Première Guerre mondiale. Seuls deux navires, le SMS Karlsruhe et le SMS Rostock, furent conçus par les chantiers navals Germaniawerft et Howaldtswerke de Kiel.

## Conception
La conception de la classe a été dessinée en 1910. Très inspirés des plans de la classe Magdeburg dont ils reprenaient l'essentiel, ils étaient cependant plus marins grâce à l'adoption d'un pont avant plus haut à la proue. Ils étaient cependant aussi moins puissants et moins rapides. Ils disposaient du même système d'armement et du même blindage. Commandé sous le nom de contrat « Ersatz Seeadler », le Karlsruhe a été mis sur cale au chantier naval Germaniawerft de Kiel en 1911, sous le numéro de coque 181. Il est lancé en novembre 1912, et mis en service en janvier 1914. Commandé sous le nom de contrat « Ersatz Geier », le Rostock a été mis sur cale au chantier naval Howaldtswerke de Kiel en 1911, sous le numéro de coque 560. Il est lancé en novembre 1912, et mis en service en février 1914.

### Caractéristiques générales
Les navires avaient une longueur de flottaison de 139 mètres et une longueur hors-tout de 142,20 mètres, un faisceau de 13,70 mètres et un tirant d'eau de 5,38 mètres à la proue et 6,20 mètres à la poupe. Ils déplaçaient 4 900 tonnes en charge nominale et 6 191 tonnes à pleine charge. Leurs coques ont été construites avec des armatures en acier longitudinales. Les coques ont été divisées en quinze compartiments étanches et incorporent un double fond, s'étendant sur 45% de la longueur de la quille. La direction était contrôlée par un seul gouvernail.
L'équipage comprenait 18 officiers et 355 hommes d'équipage. Ils embarquaient plusieurs navires plus petits, dont un navire piquet, une barge, un cotre, deux yawls et deux dinghy.
À compter de 1915, le Rostock a bénéficié d’améliorations sur ses mâts. Ils étaient très manœuvrables et avaient un rayon de braquage serré, perdant jusqu'à 60% de leur vitesse dans un virage. D'une tendance naturelle à lofer même pendant une petite houle, les navires étaient considérés comme ardents. Leur hauteur métacentrique transversale était de 0,79 mètre.

### Machinerie
Ils étaient propulsés par deux turbines à vapeur avec réducteurs, chacune ayant sa propre salle des machines. Elles étaient alimentées par un système mixte de douze chaudières à tubes d'eau (dix selon une autre source,) au charbon de type Marine et deux chaudières à tubes d'eau (quatre selon une autre source) de type Marine au mazout, réparties dans cinq chaufferies. Les navires embarquaient 200 tonnes de mazout et 1 300 tonnes de charbon au maximum. Les turbines entraînaient une paire d'hélices à trois pales d'un diamètre de 3,50 m. Sa puissance était de 26 000 chevaux-vapeur (19 000 kW) produisant une vitesse de pointe de 27,8 nœuds (51,5 km/h), et une autonomie de 5 500 milles marins (10 200 km) à 12 nœuds (22 km/h) et 900 milles marins (1 700 km) à 25 nœuds (46 km/h). Lors des essais (en charge légère), le Karlsruhe a produit 37 885 ch pour une vitesse maximale de 28,5 nœuds (53 km/h) tandis que le Rostock a produit 43 628 ch pour une vitesse maximale de 29,3 nœuds (54 km/h). Ils étaient équipés de deux turbo-générateurs d'une puissance nominale de 240 et 200 kW, à 220 volts.

### Armement
Les Karlsruhe et Rostock étaient armés de la même manière que les précédents croiseurs de la classe Magdeburg. L'armement initial de pièces de 105 mm fut jugé trop faible mais ils ne reçurent pas de pièces de 150 mm : La guerre ne leur en laissa pas le temps. Leur armement principal comprenait 12 canons simples de 105 mm SK L/45 montés sur un socle ; deux étaient placés côte à côte en avant sur le gaillard, huit au milieu du navire (quatre de chaque côté), et deux en tourelles superposées à l'arrière. Ces canons tiraient un obus de 17 kg à une vitesse à la bouche de 710 mètres par seconde. Leurs cadences étaient de 15 obus/min. Les canons avaient une altitude maximale de 30 degrés, ce qui leur permettait d'engager des cibles jusqu'à 12 700 mètres. Ils disposaient de 1 800 cartouches de munitions, pour 150 obus par canon. Les navires comprenaient également 2 tubes lance-torpilles (immergés dans la quille) de 500 mm (19,7 pouces), embarquant 5 torpilles de 500 mm G7 stockées dans la coque du côté de la bordée. D'une charge de 195 kg, leur portée étaient de 4 000 mètres à 37 nœuds (68,5 km/h) et 9 300 mètres à 27 nœuds (50 km/h). Les navires de la classe emportaient à bord jusqu'à 120 mines marine.

### Blindage
Le blindage des navires était également identique à la classe précédente. Leur blindage était réalisé en acier de type Krupp. Ils étaient protégé par une ceinture blindée de 60 mm (2,4 pouces). La ceinture était réduite à 18 mm à la proue. La poupe n'était pas blindée. Le château avait des côtés de 100 mm (3,9 pouces) d'épaisseur et un toit de 20 mm (0,79 pouce) d'épaisseur. Le pont était recouvert d'une plaque de blindage de 60 mm d'épaisseur à l'avant, de 40 mm au milieu et de 20 mm à l'arrière. Les traverses inclinée d’une épaisseur de 40 mm reliaient le pont au blindage de la ceinture. Le blindage des magasins était de 60 mm d'épaisseur.

## Navires de la classe
| Nom           | Chantier naval        | Quille | Lancement        | Mis en service  | Fin de carrière                                         | Photo |
| ------------- | --------------------- | ------ | ---------------- | --------------- | ------------------------------------------------------- | ----- |
| SMS Karlsruhe | Germaniawerft de Kiel | 1911   | 11 novembre 1912 | 15 janvier 1914 | Coulé par une explosion accidentelle le 4 novembre 1914 |       |
| SMS Rostock   | Howaldtswerke de Kiel | 1911   | 12 novembre 1912 | 4 février 1914  | Sabordé à la bataille du Jutland le 1er juin 1916       |       |

## Historique
Le Karlsruhe venait de rallier les Caraïbes et participait à l'inauguration du canal de Panama. Il devait remplacer le Dresden sur cette station. La guerre débutant, il fit alors office de corsaire dans l'Atlantique, coulant 17 navires totalisant 76 000 tonneaux,. Cependant le 4 novembre, il fut l'objet d'une explosion accidentelle interne si violente qu'il eut des voies d'eau et coula rapidement, les rescapés étant repêchés par deux vapeurs Allemands.
Le Rostock de son côté servait dans les forces de reconnaissance de la Hochseeflotte, servant de meneur pour les escadrilles de torpilleurs. Il participa à la bataille de Heligoland le 28 août 1914, et du Dogger Bank le 24 janvier 1915. En avril 1916, il prit part au bombardement de Yarmouth et de Lowestoft, au cours duquel le Rostock et cinq autres croiseurs affrontèrent brièvement la force britannique Harwich (Harwich Force). Du 31 mai au 1er juin 1916, il fut présent à la bataille du Jutland, au cours duquel il participa à la destruction des destroyers britanniques HMS Nomad et Nestor. Peu après cette action, il reçut une torpille dans sa salle des machines. Prenant de la gîte, il fut évacué puis sabordé par les V71 et V73 le 1er juin, après avoir été localisé par le HMS Dublin.